# IK Pegasi
IK Pegasi (HR 8210) ist ein etwa 150 Lichtjahre entfernter Doppelstern im Sternbild Pegasus. Die beiden Sterne können nicht als Einzelobjekte aufgelöst werden, sondern es handelt sich um einen spektroskopischen Doppelstern, das heißt, sie sind nur durch ihr Spektrum als Doppelstern identifizierbar. Mit einer scheinbaren Helligkeit von 6,1 mag kann das Objekt bei sehr guten Beobachtungsbedingungen gerade noch mit bloßem Auge wahrgenommen werden.
Der Primärstern (IK Pegasi A) ist ein Hauptreihenstern der Spektralklasse A, der ein geringfügiges Pulsieren in seiner Leuchtkraft aufzeigt, das sich 22,9 Mal pro Tag wiederholt. Diese Pulsationen werden in erster Linie durch Instabilitäten in der Wasserstoffkonvektionszone erzeugt, die abwechselnd zur Ausdehnung und Kontraktion der Atmosphäre führen. Unter den Pulsationsveränderlichen gehört IK Pegasi A zu den Delta-Scuti-Sternen.
Sein Begleiter (IK Pegasi B) ist ein Weißer Zwerg und somit ein Stern, der den Großteil seiner Entwicklungsphase bereits hinter sich hat und jetzt nicht mehr im Stande ist, Energie durch Kernfusion zu erzeugen. Beide umkreisen einander alle 21,7 Tage in einem durchschnittlichen Abstand von etwa 31 Millionen Kilometer oder 0,21 Astronomischen Einheiten (AE). Dieser Abstand entspricht knapp der Entfernung des Merkur zu unserer Sonne.
IK Pegasi B ist der am nächsten gelegene uns bekannte Kandidat für eine Supernova vom Typ Ia. Zu einem solchen Ereignis kommt es, wenn der Hauptstern das Entwicklungsstadium eines Roten Riesen zu erreichen beginnt. Dabei wächst sein Radius so weit an, dass der benachbarte Weiße Zwerg Materie von dessen expandierender gasförmigen Hülle akkretiert. Sobald sich der Weiße Zwerg der Chandrasekhar-Grenze von 1,44 Sonnenmassen nähert, ist zu erwarten, dass er als Typ-Ia-Supernova explodieren wird.

## Beobachtungsgeschichte
Das Sternensystem wurde erstmals in dem im Jahre 1862 erschienenen Sternkatalog Bonner Durchmusterung unter dem Eintrag BD +18°4794 B katalogisiert. Später fand es unter der Bezeichnung HR 8210 Erwähnung in Pickerings 1908 ausgegebenen Bright-Star-Katalog. Die Bezeichnung „IK Pegasi“ gründet sich auf der erweiterten Form der Benennung veränderlicher Sterne, die von Friedrich W. Argelander eingeführt wurde.
Bei Untersuchungen der spektrometrischen Eigenschaften dieses Sterns zeigten sich charakteristische Absorptionslinienverschiebungen, die eindeutig auf ein Doppelsternsystem schließen lassen. Eine solche Verschiebung kommt zustande, wenn die beiden Partner sich bei ihrem gegenseitigen Umlauf auf den Beobachter zu- bzw. von ihm wegbewegen, wodurch eine periodische Doppler-Verschiebung innerhalb der Wellenlänge der Spektrallinien eintritt. Die Messung dieser Verschiebung erlaubt es wiederum den Astronomen, die relative Umlaufgeschwindigkeit von mindestens einem der Sterne zu bestimmen, auch ohne dass die Objekte einzeln aufgelöst werden können.
Im Jahre 1927 verwendete der kanadische Astronom William E. Harper diese Technik, um die Periode der spektrometrischen Verschiebung dieses Binärsystems zu messen, wobei er zwischen beiden Phasen einen Abstand von 27,724 Tagen ermittelte. Zudem veranschlagte er für die Exzentrizität der Umlaufbahn einen Wert von 0,027; spätere Einschätzungen ergaben eine Exzentrizität von praktisch Null, was mit einer kreisförmigen Umlaufbahn gleichzusetzen ist. Die maximale Auslenkung der Radialgeschwindigkeit des Hauptsterns wurde hierbei mit 41,5 km/s bestimmt.
Die Entfernung von IK Pegasi zur Erde kann man noch durch eine Parallaxenmessung bestimmen. Die Verschiebung wurde letztlich von der Hipparcos-Sonde mit einer hohen Präzision gemessen und die Entfernung dieses Doppelsterns mit 150 Lichtjahren, bei einer Genauigkeit von ±5 Lichtjahren, bestimmt. Mittels dieser Raumsonde wurde zudem die Eigenbewegung des Systems ermittelt, also die kleine Winkelbewegung, die IK Pegasi während seiner Bewegung über dem Himmel vollzieht, währenddessen er sich durch den Weltraum bewegt.
Die Kombination aus Entfernung und Bewegung des Systems konnte wiederum genutzt werden, um eine Quergeschwindigkeit von IK Pegasi von 16,9 km/s zu bestimmen. Die dritte Komponente, die heliozentrische Radialgeschwindigkeit kann anhand der durchschnittlichen Rotverschiebung (oder Blauverschiebung) des Sternenspektrums ermittelt werden. Im General Catalogue of Stellar Radial Velocities (Allgemeiner Katalog der Radialgeschwindigkeiten von Sternen) ist für dieses System eine Radialgeschwindigkeit von −11,4 km/s angegeben. Aus diesen beiden Bewegungen lässt sich wiederum eine Raumgeschwindigkeit ableiten, die einem Wert relativ zur Sonne von 20,4 km/s entspricht.
Es wurde bereits versucht, die einzelnen Komponenten dieses Binärsystems mit Hilfe von Fotografien des Hubble-Weltraumteleskop aufzulösen, allerdings hat sich der Abstand zwischen beiden Sternen als zu gering erwiesen, als dass sie getrennt auszumachen gewesen wären. Mit dem Weltraumteleskop Extreme Ultraviolet Explorer (EUVE) wurden mittlerweile aktuelle Messungen durchgeführt, so dass für die Doppelsterne nun eine exaktere Umlaufzeit von 21,72168 ± 0,00009 Tagen bestimmt werden konnte.
Die Bahnneigung der orbitalen Ebene dieses Systems, wenn das Objekt von der Erde aus beobachtet wird, beträgt nahezu 90°. Unter diesen Umständen sollte es möglich sein, eine Bedeckung des größeren Objektes durch den kleineren Weißen Zwerg zu beobachten, was durch einen erkennbaren Abfall der Helligkeit bemerkbar wäre.

## IK Pegasi A
In seinem momentanen Stadium ist IK Pegasi A ein Stern, der innerhalb des Hertzsprung-Russell-Diagramms (HR-Diagramm) zur Hauptreihe gezählt wird. Unter dem Begriff Hauptreihe werden Sterne zusammengefasst, die ihre Strahlungsenergie durch Wasserstoffbrennen in ihrem Kern freisetzen. Allerdings liegt IK Pegasi A in einem schmalen, fast senkrechten Band des HR-Diagramms, der als Instabilitätsstreifen bekannt ist. Sterne in diesem Band oszillieren in einer kohärenten Art und Weise, so dass sie eine regelmäßige Schwankung in ihrer Helligkeit aufweisen.
Die Pulsationen resultieren aus einem Prozess, der als κ-Mechanismus bezeichnet wird. Ein Teil der äußeren Atmosphäre dieser Sterne erscheint optisch dicht, was durch eine partielle Ionisation bestimmter Elemente ausgelöst wird. Verlieren diese Atome durch die Druck- und Temperaturverhältnisse innerhalb der atmosphärischen Schicht ein Elektron, so steigt die Wahrscheinlichkeit, dass Energie von ihnen absorbiert wird. Dies führt zu einem Anstieg der Temperatur, was wiederum bewirkt, dass die Atmosphäre sich erweitert. Die aufgeblähte Atmosphäre wird weniger ionisiert und verliert Energie, wodurch sie sich wieder abkühlt und schrumpft. Das Ergebnis dieser Zyklen ist eine regelmäßige Pulsation der Atmosphäre, die eine entsprechende Variation der Helligkeit mit sich bringt. Solche pulsationsveränderlichen Sterne, die sich im HR-Diagramm in der Umgebung des Kreuzungspunktes von Hauptreihe und Instabilitätsstreifen befinden, werden als Delta-Scuti-Sterne bezeichnet. Bei ihnen handelt es sich um Sterne mit einer kurzzyklischen Leuchtkraftveränderung, die eine reguläre Pulsrate zwischen 0,025 und 0,25 Tagen aufweisen. In ihrem Aufbau besitzen sie die gleiche Häufigkeit an schweren Elementen wie die Sonne (siehe hierzu Population I), haben jedoch das 1,5- bis 2,5-Fache der Sonnenmasse aufzuweisen. In der Astronomie wird die Metallizität eines Sterns als die Häufigkeit der in ihm befindlichen Chemischen Elemente definiert, die ein höheres Atomgewicht als Helium besitzen. Diese Häufigkeit wird mittels einer Spektralanalyse der Atmosphäre bestimmt, deren Ergebnis anschließend mit den Resultaten verglichen wird, die man gemäß der durch Computermodelle berechneten Ergebnisse erwarten würde. Im Fall von IK Pegasus A wird die solare Metallizität auf [M/H] = 0,07 ± 0,20 geschätzt. Dieser Wert beschreibt den Logarithmus des Verhältnisses zwischen Metallen (M) zu Wasserstoff (H), abzüglich des Logarithmus des entsprechenden Verhältniswertes unserer Sonne. (Hätte somit ein Stern exakt die Metallizität der Sonne, so wäre der Wert seiner Metallizität gleich Null.) Ein logarithmischer Wert von 0,07 entspricht einem tatsächlichen Metallizitätsverhältnis von 1,17, was bedeutet, dass der Stern über 17 % reicher an metallischen Elementen ist als unsere Sonne. Die Fehlerquote für dieses Ergebnis ist jedoch relativ groß. Die Pulsrate von IK Pegasi A wurde mit 22,9 Zyklen pro Tag gemessen, was genau einem Strahlungsimpuls alle 0,044 Tagen entspricht.
Im Spektrum eines A-Klasse-Sterns wie IK Pegasi A lassen sich des Weiteren starke Balmer-Linien von Wasserstoff zusammen mit Absorptionslinien von ionisierten Metallen erkennen, einschließlich einer K-Linie, die auf ionisiertes Calcium (Ca II) bei einer Wellenlänge von 393,3 nm hindeutet. Das Spektrum von IK Pegasi A kann somit als marginal Am klassifiziert werden, was bedeutet, dass es einerseits die Merkmale einer spektralen Klasse A zeigt, jedoch andererseits eine marginale metallische Reihe aufweist. Dies hat seinen Grund darin, dass bei der Atmosphäre dieses Sterns, im Vergleich zu normalen Sternen, leicht abweichende, aber merklich höhere Absorptionslinienstärken der metallischen Isotope erkennbar sind. Sterne der Spektralklasse Am sind oftmals Mitglieder von Doppelsternsystemen, die, wie IK Pegasi, einen sehr nahen Begleiter von etwa gleicher Masse haben.
Sterne der Spektralklasse A sind heißer und massereicher als die Sonne. Dies hat jedoch wiederum zur Folge, dass ihre Lebensdauer auf der Hauptreihe entsprechend kürzer ist. Für einen Stern mit einer Masse ähnlich der von IK Pegasi A (der etwa 1,65 Sonnenmassen aufweist), beträgt die zu erwartende Lebensdauer auf der Hauptreihe zwischen 2 und 3 × 109 Jahren, was etwa der Hälfte des momentanen Alters unserer Sonne entspricht.
In Bezug auf die Masse ist der relativ junge Altair der nächste Stern zur Sonne, der als ein stellares Gegenstück zu der A-Komponente von IK Pegasi genannt werden kann, da er schätzungsweise das 1,7-Fache der Sonnenmasse besitzt. Insgesamt betrachtet, besitzt das Doppelsternsystem von IK Pegasi hingegen einige Gemeinsamkeiten zum nahe gelegenen System von Sirius, das ebenfalls aus einem Klasse A Primärstern und einem Weißen Zwerg als Begleiter besteht. Allerdings hat Sirius A eine deutlich größere Masse als IK Pegasi A und die Umlaufbahn seines Begleiters ist, mit einer Halbachse von 20 AE, im Vergleich weitaus größer.

## IK Pegasi B

Die relative Größe von IK Pegasi A (links), B (unten) und der Sonne (rechts)

Der Begleiter von IK Pegasi A ist ein dichter Weißer Zwerg. Diese Kategorie von stellaren Objekten hat das evolutionäre Ende seiner Lebenszeit bereits erreicht und ist nicht mehr imstande, eine Energieerzeugung durch Kernfusion aufrechtzuerhalten. Unter normalen Umständen strahlt er seine überschüssige Energie, die vor allem aus gespeicherter Wärme besteht, in der Folge kontinuierlich ab, wodurch er zunehmend kühler wird und im Laufe von einigen Milliarden Jahren immer weiter abdunkelt.

### Bisherige Entwicklung
Fast alle Sterne geringer und mittlerer Masse (unterhalb von etwa neun Sonnenmassen) enden als Weiße Zwerge, sobald sich ihr Angebot an Brennstoff erschöpft hat. Diese Sterne haben zuvor den Großteil ihrer energieerzeugenden Lebenszeit als Hauptreihenstern verbracht. Dabei hängt dieser Zeitraum in erster Linie von der ursprünglichen Masse des Sterns ab, wobei die Lebensdauer eines Sterns umso geringer ist, je größer seine Masse ist. Da IK Pegasi B als Weißer Zwerg existiert, kann geschlossen werden, dass er einmal eine größere Masse als sein Begleiter besessen haben muss. Bei IK Pegasi B wird angenommen, dass er einmal eine Masse zwischen 5 und 8 Sonnenmassen besessen hatte.
Um zu verstehen, wie es zu diesem Entwicklungsstadium gekommen war, muss man einige Millionen Jahre in die Vergangenheit zurückblicken. Als der Wasserstoff im Kern des Vorläufersterns von IK Pegasi B aufgebraucht war, zog sich dessen innerer Kern zusammen, bis es in einer Schale um seinen Heliumkern herum zu einem erneuten Wasserstoffbrennen kam, was zu einer Temperaturerhöhung im Innern des Sterns führte. Um die Temperaturerhöhung auszugleichen, erweiterte sich der äußere Mantel um ein Vielfaches des Radius eines normalen Hauptreihensterns. Die nun stark vergrößerte Hülle kühlte sich ab und bildete so die sichtbare rot leuchtende Außenhülle, die einen Roten Riesen charakterisiert. Sobald der Kern eine Temperatur und Dichte erreicht hatte, bei der es zu einer Fusion des Heliums kam, zog sich der Stern weiter zusammen und gehörte nunmehr zu einer Gruppe von Sternen, die auf einer etwa horizontalen Linie auf dem HR-Diagramm angesiedelt ist. Durch die Heliumfusion bildete sich ein innerer Kern aus Kohlenstoff und Sauerstoff. Als schließlich das Helium im Kern erschöpft war, entstand zusätzlich zu der äußeren Schale, in der der Wasserstoff brannte, eine weitere Schale, in die sich nun das Heliumbrennen verlagerte. Der Stern verschob sich innerhalb des HR-Diagramms in einen Bereich, den die Astronomen Asymptotischen Riesenast (engl. asymptotic giant branch, AGB) bezeichnen. Verfügte der Vorläuferstern von IK Pegasi B über genügend Masse, so kam es in seinem Kern mit der Zeit zu einem Kohlenstoffbrennen, wobei Sauerstoff, Neon und Magnesium entstanden.
Im Allgemeinen kommt es dazu, dass sich die äußere Hülle eines Roten Riesen oder AGB-Sterns auf das mehrere Hundertfache des Sonnenradius erweitert (der pulsierende AGB-Stern Mira zum Beispiel erreicht einen Radius von etwa 5 × 108 km (3 AE)), weshalb dies auch für IK Pegasi B zu vermuten ist. Die Ausdehnung der Hülle hatte dabei den Abstand überragt, den die beiden Sterne von IK Pegasi heute durchschnittlich besitzen, so dass beide sich während dieser Zeit eine gemeinsame Hülle teilen mussten. Dies hatte wiederum zur Folge, dass in dieser Phase der äußeren Atmosphäre von IK Pegasi A eine erhöhte Isotopenanzahl zugeführt wurde.

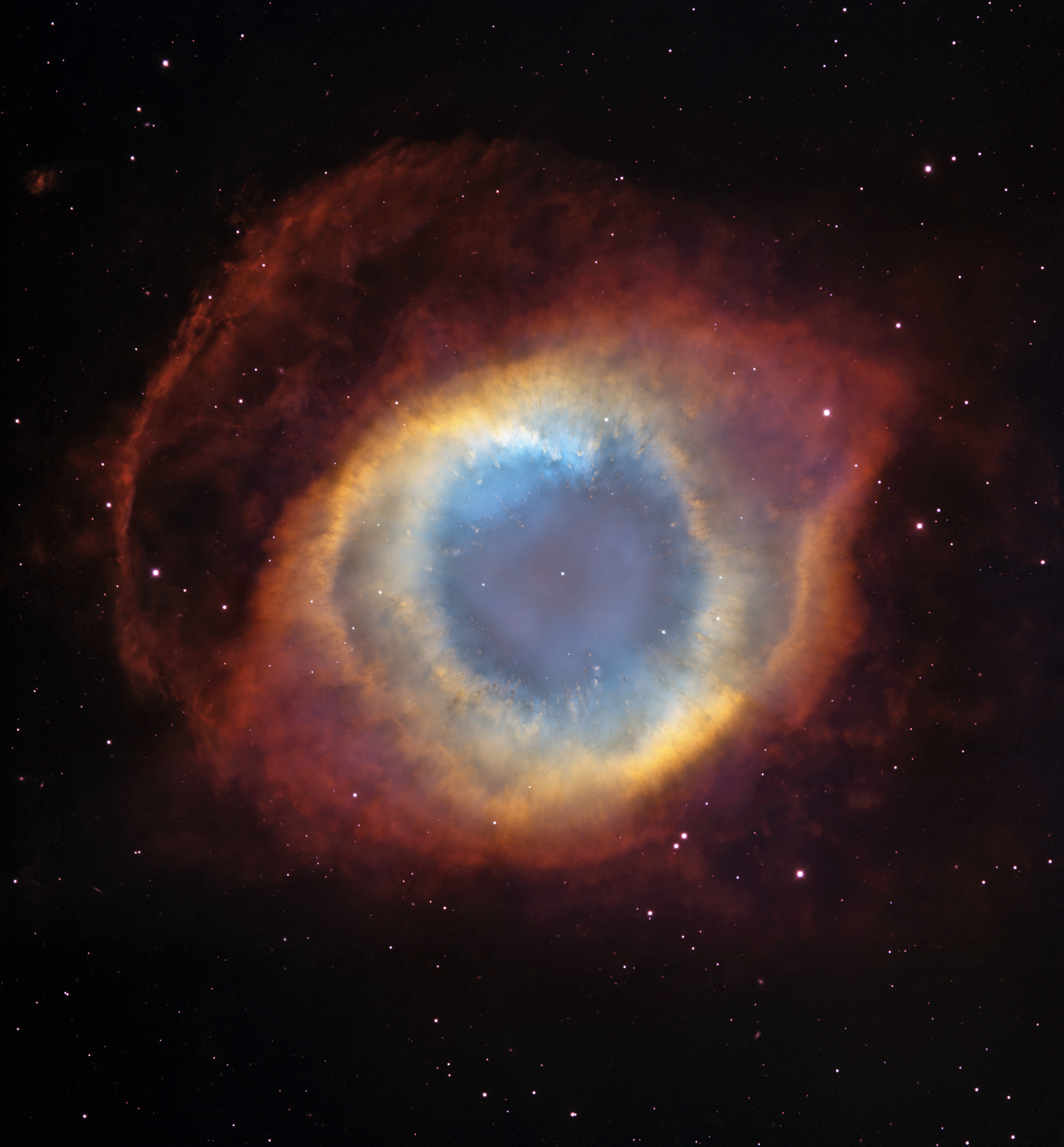
Der Helixnebel ist das Resultat der Entwicklung eines Sterns zu einem Weißen Zwerg. (Bild: NASA & ESA)

Einige Zeit, nachdem sich ein innerer Sauerstoff-Kohlenstoff- oder Sauerstoff-Magnesium-Neon-Kern gebildet hatte, kam es zu einer Kernfusion in zwei konzentrischen Schalen um die Kernregion herum. Dabei wurde Wasserstoff auf der äußersten der beiden Schalen verbrannt, während die Heliumfusion rund um den inneren Kern stattfand. Allerdings ist eine solche Doppel-Schalen-Phase instabil, was zu sogenannten thermischen Pulsen führt, die eine große Massenabstrahlung der äußeren Umhüllung nach sich ziehen. Dieses Material wurde schließlich in einer riesigen Wolke aus Material als planetarischer Nebel abgestoßen. Bis auf einen kleinen Teil wurde der gesamte Wasserstoffmantel von dem Stern abgeschlagen und zurück blieb ein Weißer Zwerg, der in erster Linie aus den Resten des inneren Kerns bestand.

### Zusammensetzung und Struktur
Der Kern von IK Pegasi B besteht, wie bei den meisten Weißen Zwergen, wahrscheinlich komplett aus Kohlenstoff und Sauerstoff mit einem Mantel aus Wasserstoff und Helium. Wenn sein Vorläuferstern zur Kohlenstoffverbrennung fähig gewesen war, besteht aber auch die Möglichkeit, dass sein Kern sich aus Sauerstoff und Neon zusammensetzt, der von einem Mantel aus Kohlenstoff und Sauerstoff umgeben ist. Aufgrund der höheren Atommasse muss jedwedes Helium in der Umhüllung unter die Wasserstoffschicht sinken, weshalb man erwarten kann, dass die Außenhülle von IK Pegasi B durch eine Atmosphäre von nahezu reinem Wasserstoff umgeben ist, womit der Stern der Spektralklasse DA zugeordnet werden kann. Die gesamte Masse des Sterns wird nun nur noch durch den Entartungsdruck der Elektronen gestützt, ein quantenmechanischer Effekt, der die Anzahl der Materieteilchen begrenzt, die sich in ein bestimmtes Volumen pressen lassen.

Das Diagramm zeigt den theoretischen Radius eines Weißen Zwerges in Bezug auf seine Masse. Die grüne Kurve entspricht dabei einem relativistischen Elektronengasmodell.

Mit geschätzten 1,15 Sonnenmassen wird IK Pegasi B als ein hochmassiger Weißer Zwerg eingestuft. Obwohl seine Ausdehnung bisher nicht direkt beobachtet werden konnte, ist es möglich, ihn anhand bekannter theoretischer Beziehungen zwischen der Masse und dem Radius anderer Weißer Zwerge zu schätzen. Hierbei wird für ihn eine Größe von 0,6 % des Sonnenradius angenommen. (Andere Quellen gehen von einem Wert von 0,72 % aus, womit eine gewisse Unsicherheit erhalten bleibt.) Das bedeutet mit anderen Worten, dass dieser Stern mit einer Masse, die größer ist als die der Sonne, in ein Volumen von etwa der Größe der Erde passt, was einen Eindruck von der extremen Dichte gibt, die dieses Objekt besitzt
Durch die massive und kompakte Natur eines Weißen Zwergs wird eine starke Oberflächenschwerkraft erzeugt. Astronomen geben diesen Wert durch den dezimalen Logarithmus der Gravitation in CGS-Einheiten oder log g an. Für IK Pegasi B wird ein log g von 8,95 angenommen. Im Vergleich dazu beträgt der log g für die Erde 2,99. Mit anderen Worten beträgt die Schwerkraft auf der Oberfläche von IK Pegasi das über 900.000-Fache der Gravitationskraft unserer Erde.
Die effektive Oberflächentemperatur von IK Pegasi B wird auf etwa 35.500 ± 1500 K geschätzt, was diesen Himmelskörper zu einer starken Quelle von UV-Strahlung macht. Unter normalen Bedingungen kühlt ein solcher Weißer Zwerg während der nächsten mehr als eine Milliarde Jahre weiter ab, während sein Radius im Wesentlichen jedoch unverändert bleibt.

## Entwicklungsprognosen

Darstellung der Entwicklung einer Ia-Supernova

In ihrer Ausarbeitung von 1993 identifizierten David Wonnacott, Barry J. Kellett und David J. Stickland dieses System als einen Kandidaten für die Entwicklung zu einer Supernova vom Typ Ia bzw. einem kataklysmisch veränderlichen Stern. In einer Entfernung von 150 Lichtjahren ist dieses System somit der erdnächste bekannte Kandidat eines Supernova-Vorläufers. Diese Variante ist allerdings nur eine von verschiedenen Szenarien, die die Entwicklung eines derartigen Doppelsterns nehmen kann.
Grundlegend ist davon auszugehen, dass IK Pegasi A an einem bestimmten Punkt den Wasserstoff in seinem Kern aufgebraucht haben und eine Entwicklung weg von der Hauptreihe zu einem Roten Riesen durchlaufen wird. Die Oberfläche dieses Roten Riesen wird dann derart anwachsen, dass ihre Dimension den ursprünglichen Radius um das Hundertfache oder mehr übertrifft. Irgendwann hat sich die äußere Hülle von IK Pegasi A so weit ausgedehnt, dass sie die Roche-Grenze seines Begleiters überschreitet und eine gasförmige Akkretionsscheibe rund um den Weißen Zwerg entstehen lässt. Dieses Gas, das sich in erster Linie aus Wasserstoff und Helium zusammensetzt, führt zu einem Zuwachs des Umfangs seines Begleiters. Aufgrund von Beobachtungen ähnlicher Objekte kann davon ausgegangen werden, dass sich die beiden Sterne, ausgelöst durch den Massenaustausch, einander stetig annähern werden.
Gemäß der wahrscheinlichsten Entwicklungsprognose wird das akkretierte Gas auf der Oberfläche des Weißen Zwerges komprimiert, woraufhin es sich erhitzt, bis das kumulierte Gas ab einem bestimmten Punkt die notwendigen Voraussetzungen für eine Wasserstofffusion besitzt. Dadurch wird eine thermische Reaktion ausgelöst, in deren Folge sich wiederum ein Teil des Gases von der Oberfläche entfernt. Während sich seine Masse erhöht, kann nur ein Teil des akkretierten Gases abgeworfen werden, so dass mit jedem Zyklus die Masse des Weißen Zwerges kontinuierlich zunehmen wird. Wie bei einer wiederkehrenden Nova üblich, würde auch bei IK Pegasus B die Oberfläche anwachsen. Somit entstehen (stetige) Nova-Explosionen, die typisch für einen kataklysmisch variablen Stern sind. Während dieser Phasen wird sich die Helligkeit des Weißen Zwerges für einen Zeitraum von mehreren Tagen oder Monaten schnell um mehrere Magnitudengrößen erhöhen. Ein Beispiel für ein solches Sternsystem ist RS Ophiuchi, ein Doppelsternsystem, welches ebenso aus einem Roten Riesen und einem Weißen Zwerg als Begleiter besteht. Bei RS Ophiuchi wurde zwischen 1898 und 2006 mindestens sechs Mal eine rekurrierende (wiederkehrende) Nova beobachtet. Jedes Mal, wenn der Weiße Zwerg den kritischen Wert seiner aufgesammelten Masse an Wasserstoff erreicht hatte, kam es zu einer erneuten explosiven thermischen Reaktion, die dann als Nova beobachtet werden konnte.
Verschiedene Doppelsterne durchlaufen jedoch ein alternatives Entwicklungsmodell, bei dem es dem Weißen Zwerg gelingt, stetig Masse aufzusammeln, ohne dass es zu einem Nova-Ereignis kommt. Solche engen Doppelsternsysteme werden allgemein als Typ Superweiche Röntgenquelle (Super Soft X-ray Source, CBSS) bezeichnet. Bei diesen Objekten ist die Transferrate der Masse zu ihrem nahen Weißen-Zwerg-Begleiter gering genug, dass eine kontinuierliche Fusion beibehalten werden kann, ohne dass der ankommende Wasserstoff auf der Oberfläche in einer Kernfusion zu Helium verbrannt wird. Die Kategorie von Supersoft X-Ray Source umfasst dabei alle hochmassigen Weiße Zwerge mit einer sehr hohen Oberflächentemperatur (0,5 × 10  6  bis 1 × 10  6  K.).
Durch die stetige Aufnahme an Masse nähert sich ein solcher Weißer Zwerg irgendwann der Chandrasekhar-Grenze von 1,44 Sonnenmassen, ab welcher der Entartungsdruck des Elektronengases den Gravitationsdruck nicht mehr kompensieren kann und es zum Zusammenbruch kommen muss. Im Falle, dass der Kern hauptsächlich aus Sauerstoff, Neon und Magnesium besteht, bedeutet dies, dass vom kollabierenden Weißen Zwerg in der Regel nur ein Bruchteil seiner Masse abgesprengt wird und der Rest schließlich zu einem Neutronenstern zusammenfällt. Besteht der Kern hingegen aus Kohlenstoff und Sauerstoff, so werden der zunehmende Druck und die steigende Temperatur eine erneute Kohlenstofffusion im Zentrum einleiten, bevor die Chandrasekhar-Grenze erreicht ist. Die Folge wäre eine unaufhaltsame Kernfusionsreaktion, die einen erheblichen Teil der Sternenmasse innerhalb kurzer Zeit verbraucht und schließlich ausreicht, um den Stern in einer gewaltigen Typ-Ia-Supernova-Explosion auseinanderzureißen.
Doch bis dieses System einen Zustand erreicht haben wird, an dem es zu einer Supernova-Explosion kommen könnte, werden sich die beiden Objekte in einer beträchtlich größeren Entfernung zur Erde befinden, da es ausgesprochen unwahrscheinlich ist, dass der primäre Stern, IK Pegasi A, sich in der unmittelbaren Zukunft zu einem Roten Riesen entwickelt. Damit ein Supernova-Ereignis eine ernsthafte Bedrohung für das Leben auf der Erde darstellt, muss es innerhalb einer Entfernung von ungefähr 26 Lichtjahren zur Erde stattfinden. Nur innerhalb dieses Radius besteht die Möglichkeit, dass die Biosphäre des Planeten beeinflusst und im äußersten Fall die Ozonschicht der Erde zerstört werden könnte. Die Geschwindigkeit dieses Sterns beträgt momentan 20,4 km/s relativ zur Sonne, was einer Vergrößerung der Entfernung von einem Lichtjahr alle 14.700 Jahre entspricht. Nach 5 Millionen Jahren wird dieser Stern somit mehr als 500 Lichtjahre von der Sonne entfernt sein. Eine Distanz, die weit genug außerhalb des Radius liegt, innerhalb dessen eine Typ-Ia-Supernova eine Gefahr für unser Sonnensystem darstellen würde.
Im Anschluss an eine solche Supernova-Explosion bewegt sich der Rest des Spendersterns (IK Pegasus A) mit der Geschwindigkeit fort, die er als Mitglied des Doppelsternsystems einmal hatte. Die daraus resultierende relative Geschwindigkeit zur galaktischen Umgebung kann bis zu 100–200 km/s betragen, was diesen Himmelskörper zu einem der schnellsten Objekte unserer Galaxis machen würde. Die Supernova-Explosion selbst hinterlässt nurmehr einen Überrest an expandierendem Material, der schließlich in die umgebende Interstellare Materie eingeht.